# وعاء الأرز الحديدي

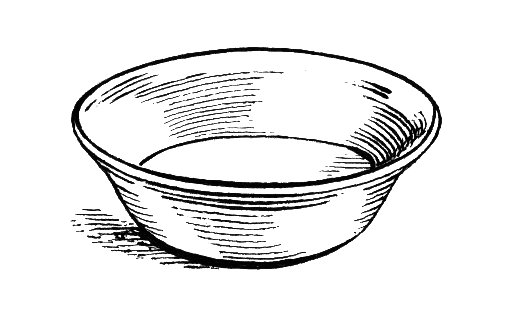
وعاء، رسم فني

وعاء الأرز الحديدي (بالصينية: 鐵飯碗)(بالبينيين: tiě fàn wǎn) هو مصطلح صيني يستخدم للإشارة إلى مهنة ذات أمان وظيفي عالي، بالإضافة إلى دخل ومزايا ثابتة. يمكن مقارنة المصطلح الصيني بمصطلح إنجليزي مشابه (ولكن ليس متطابق) وظيفة مدى الحياة (بالإنجليزية: Job for life)‏. عادة، الأشخاص الذين يشغلون مثل هذه المناصب يشملون الأفراد العسكريين وأعضاء الخدمة المدنية، وكذلك موظفي مختلف الشركات المملوكة للدولة (من خلال آلية وحدة العمل).

## ألاصل
أصل مصطلح وعاء الأرز الحديدي مأخوذ من كتاب جي يون بعنوان ملاحظات قريبة عن المسكن المسقف (بالصينية: 閱微草堂筆記)(بالبينيين: Yuèwēi cǎotáng bǐjì). حيث تقول القصة بأن خادمة جميلة تعمل في منزل شخص اقطاعي. وذات يوم كسرت الخادمة إناء، لكن الإقطاعي لا يعاقبها بسبب جمالها. بعد ذلك، تكسر الخادمة المزيد والمزيد من الأطباق. نتيجة لذلك، قرر الإقطاعي تغيير كل الأوعية إلى أوعية حديدية. وبذلك لا تحتاج الخادمة إلى العمل لكنها لا تزال تحصل على أجرها. لذلك، يوصف وعاء الأرز الحديدي بأنه مهنة مستقرة أو آمنه مدى الحياة توفر دخلاً ثابتًا ورفاهية، والمصطلحان الرئيسيان لـ وعاء الأرز الحديدي هما ضمان للدخول إلى وظيفة والتحكم في الخروج منها.

## التاريخ
بعد تأسيس جمهورية الصين الشعبية عام 1949، حلت الشركات المملوكة للدولة محل الشركات المملوكة للقطاع الخاص. بناءً على احتياجاتها، أنشأت الحكومة أيضًا مؤسسات عامة. وفقًا للمادة 2 من النظام المؤقت بشأن تسجيل المؤسسات العامة، الذي يقول:
يشير مصطلح المؤسسات العامة كما هو مذكور في هذه اللائحة إلى مؤسسات الخدمة العامة التي أنشأتها أجهزة الدولة أو غيرها من المنظمات باستخدام الأصول المملوكة للدولة لغرض الانخراط في أنشطة التعليم والعلوم والتكنولوجيا والثقافة والنظافة. 
ونتيجة لذلك، أصبحت الدولة جهة التوظيف الرئيسية وصاحب العمل. حيث لم تدفع الدولة رواتب الموظفين فحسب، بل قدمت أيضًا مزايا اجتماعية، تتراوح من الهدايا في المهرجانات والعطلات الصينية إلى خطط الرعاية الاجتماعية والتقاعد.  نظرًا لأن هذه المؤسسات التي تديرها الدولة تضمن التوظيف مدى الحياة، فقد تم دفع نفس الراتب للموظفين. كانت هناك عبارة لوصف الموقف: بغض النظر عما إذا كان المرء يعمل أم لا، يتقاضى المرء 36 في الشهر.[a] بسبب عدم وجود أجر مختلف حسب الكفاءة والاداء، كان العمال أقل حماسًا للعمل، حيث يتقاضى نفس الاجر. لذلك، واجهت معظم القطاعات مشكلة فائض العمالة.
بدأت فكرة وعاء الأرز الحديدي منذ تأسيس جمهورية الصين الشعبية، وكان أحد الشعارات الرئيسية للشيوعية: كان من المفترض أن يوفر الحزب الشيوعي الصيني فرص عمل للجميع. كان وعد الحزب الشيوعي الصيني للشعب الصيني حاسمًا لأن ما يقرب من نصف القوة العاملة في المدن كانت تعاني من البطالة عندما تولى الحزب زمام الأمور. بسبب الغزو الياباني والحرب الأهلية بعد ذلك مباشرة، عانت جمهورية الصين من التضخم المفرط من عام 1948 إلى عام 1949. أصبح المال بلا قيمة وأصبحت الحياة الأساسية لسكان الحضر غير مستدامة. أدى استخدام مبدأ وعاء الأرز الحديدي إلى توفير الأمن للناس. ومن أجل الحفاظ على هذا الأمن، شجعت الحكومة القطاعات العامة على توظيف المزيد من الموظفين، مما تسبب في إهدار لا داعي له في التكلفة والعمالة البشرية.
على الرغم من ارتفاع معدلات التوظيف خلال حملة القفزة العظيمة للأمام (1958-1962)، إلا أنه تم إغلاق العديد من المشاريع التي تم اقتراحها خلال تلك الفترة بعد فشلها. نتيجة لذلك، احتاجت الحكومة إلى إزالة حوالي 20 بالمائة من القوة العاملة. وكان حجم وعاء الأرز الحديدي يتقلص.
عندما بدأ دنغ شياو بينغ إصلاحاته العمالية في جمهورية الصين الشعبية في ثمانينيات القرن الماضي لتعزيز الإنتاجية الاقتصادية، كانت وظائف وعاء الأرز الحديدي الحكومية من أوائل الوظائف التي تم الاستغناء عنها. حيث قام بتحويل الصين من اقتصاد مخطط مركزيًا إلى اقتصاد سوق أكثر حرية، وأصر أنصاره على أنه يجب تحطيم وعاء الأرز الحديدي إذا أرادت الصين التطور. خلال الثورة الريفية الصينية عام 1978، وضع دينغ شياو بينغ نهاية لوعاء الأرز الحديدي بتنفيذ عدد من الإصلاحات الاقتصادية التي كان من المفترض أن تتبنى الأسواق الحرة. تضمنت هذه الإصلاحات استبدال نظام الزراعة الجماعية بـنظام المسؤولية المنزلية، والذي بموجبه يمكن للأسر التعاقد على الأراضي والآلات والمرافق من المنظمات الجماعية من أجل اتخاذ قرارات تشغيل مستقلة بعيدا عن المركزية، دون فقدان قيمة الإدارة الجماعية الموحدة. وهذا يعني أن المزارعين كانوا قادرين على الاستفادة بشكل شخصي من محاصيلهم، حيث تمكنت الأسر من بيع أو استخدام الفوائض في الإنتاج طالما كانت قادرة على الوفاء بالحصص الجماعية. أدى اعتماد نظام العقود في المناطق الريفية بالصين إلى زيادة الإنتاجية والإمدادات الغذائية في تلك المناطق.
قدم دنغ شياو بينغ أيضًا إصلاحات جعلت الأسعار أكثر مرونة وسمحت لها بالارتفاع فوق ألحد الادنى للاسعار التي فرضتها الحكومة. في عام 1980، سعت الحكومة إلى إنهاء نظام التوظيف مدى الحياة للعاملين في المؤسسات المملوكة للدولة من خلال استخدام عقود محددة المدة لتوظيف عمالة جديدة، والتي كانت تأمل أن تسمح للشركات بالامتناع عن تجديد عقود العمال إذا لم يكونوا مؤهلين، كفؤ أو قادرين على الإنتاج بما فيه الكفاية. بموجب هذا النظام الجديد، تم فحص العمال وعملوا لمدة ستة أشهر بشروط اختبار، قبل التفاوض على عقد طويل الأجل لمدة 3-5 سنوات. لم يعد الأطفال أيضًا قادرين على شغل منصب والديهم تلقائيًا إذا لم يعد والديهم يعملون في تلك الشركة. تضمنت التغييرات الإضافية توسيعًا للأسباب التي يمكن من أجلها فصل الموظف من عمله، بالإضافة إلى قدرة صاحب العمل على رفض النقل الروتيني للوظيفة. كان على العمال أيضًا الامتناع عن المجادلة مع العملاء غير الراضين إلى حد خسارة عملية البيع، والتي كانت ذات صلة بشكل خاص في الصناعات القائمة على العملاء، مثل شركات المطاعم وتجارة التجزئة.
تم تعديل الدستور الصيني في عام 1992، عندما حصل دنغ شياو بينغ على الدعم السياسي وقدم الأمين العام للحزب جيانغ زيمين المبادرة. حيث ألغى الدستور المعدل الاقتصاد المخطط المركزي تحت الملكية العامة لصالح اقتصاد السوق الاشتراكي ذي الخصائص الصينية الذي يرحب بأشكال متنوعة من الملكية، وخاصة الشركات المملوكة للقطاع الخاص والمملوكة للأفراد والمستثمرين الأجانب. ومع ذلك، ظلت الملكية العامة على جميع مستويات الحكومة هي المهيمنة. في المؤتمر الخامس عشر للحزب الشيوعي الصيني في سبتمبر 1997، أعلن جيانغ أنه سيتم تسريع الإصلاحات في الشركات الحكومية المتوسطة والكبيرة. واقترح مبادرتين جديدتين: تسريح العمال الرئيسيين (لا يزال العمال المسرحون في الصين يتلقون الحد الأدنى من الرواتب) وتصفية الشركات الحكومية الأصغر من خلال عمليات الدمج والتأجير والبيع، وفي بعض الحالات، الإفلاس. منذ ذلك الحين، أشارت الحكومة إلى أنها مستعدة للمضي قدمًا إلى أبعد من ذلك بكثير، حيث أعلنت عن خطط لبيع أكثر من 10 آلاف شركة من أصل 13 ألف شركة حكومية متوسطة وكبيرة في الصين.
كشرط للانضمام إلى منظمة التجارة العالمية في عام 2001، كان على الصين أن تكسر وعاء الأرز الحديدي، وهي الخطوة التي اعترض عليها بعض الاقتصاديين.
استمرت الجهود المبذولة لكسر وعاء الأرز الحديدي في مقاطعة غوانغدونغ في عام 2011 بخطة جديدة للتوظيف على مستوى القاعدة الشعبية، والتوظيف عن طريق التعاقد، والأجور على أساس الأداء. حيث تم تضمين الترتيب الجديد في الخطة الخمسية الثانية عشرة لجمهورية الصين الشعبية (2011-2015).

## الوضع الراهن
منذ أن بدأ الإصلاح في عام 1997، تم تسريح عدد كبير من العمال في الشركات المملوكة للدولة، بينما احتفظ موظفو الحكومة بالأمن الوظيفي. أدى الإصلاح بالتالي إلى خلق مخاطر بطالة كبيرة للعاملين في الشركات المملوكة للدولة مقارنة بالعاملين في الحكومة. حتى يومنا هذا، المسؤولون الحكوميون، المعروفون غالبًا باسم موظفوا الخدمة المدنية (بالصينية: 公务员، 公務員، gōngwùyuán)، لا يزال لديهم الأمن الوظيفي الموعود تحت وعاء الأرز الحديدي، مما يؤدي في بعض الاحيان إلى عدم الكفاءة والفساد. وفقًا للنشرة الإحصائية حول تنمية الموارد البشرية والضمان الاجتماعي في عام 2015 والتي نشرتها وزارة الموارد البشرية والاجتماعية لجمهورية الصين الشعبية في 30 مايو 2016، اعتبارًا من نهاية عام 2015، كان هناك 7.167 مليون مسؤول حكومي في الصين. تحت قيادة الأمين العام للحزب الشيوعي الصيني شي جين بينغ، كانت هناك جهود كبيرة للقضاء على الفساد داخل الحكومة. أوضح شي جين بينغ عزمه على تطهير النظام في مناسبات مختلفة، وشهدت الصين اعتقال مسؤولين حكوميين رفيعي المستوى مثل لينغ جيهوا، وشو تسايهو، وتشو يونغ كانغ.[بحاجة لمصدر]

## مشاكل
يدعي بعض العلماء أن أنظمة ترقية الوظائف والأقدمية ليست أصل المشكلة. القضية الرئيسية تتعلق بالتناقض بين المصالح الفردية والجماعية ومصالح الدولة. كان على الشركات المملوكة للدولة تسليم جميع أرباحها إلى الدولة، وتم دفع الاجور وفقًا لمقياس الأجور على مستوى البلاد، مع قليل من الترابط بالوضع المالي الصناعي. لم يكن الموظفون والعمال قادرين على تطوير هوية اقتصادية قوية مع مؤسساتهم لأن الأداء الاقتصادي للمشروع كان له تأثير ضئيل على المكاسب أو الخسائر الاقتصادية للفرد. كان هذا أحد أسباب النقص العام في حوافز العمل في الشركات الصينية تحت حكم ماو وإلى حد كبير لا يزال هو الحال اليوم. وبعض علماء يقولون إن جوهر القضية هي حوافز العمال والتي تقع على عاتق روح الموجهة للدولة بدلا من ممارسة العمل مدى الحياة.
بالنظر إلى حقيقة أن مواقف المسؤولين الحكوميين لم تتعرض للتهديد من جهود الصين السابقة لتحطيم وعاء الأرز الحديدي، وأن العاملين في الشركات المملوكة للدولة يعانون من بطالة غير متكافئة، يتوقع العلماء أن هناك احتمال أن يؤدي عدم التوازن إلى استياء الجمهور من الحكومة. إذا فشلت الحكومة في تسوية أو تعويض العاطلين الجدد عن العمل، فمن المحتمل أن يواجه الحزب الشيوعي الصيني تدمير الاستقرار الاجتماعي الذي حافظ على برنامجه الإصلاحي، مما يضع الأساس لانتفاضات شعبية محتملة.

## الأثر الاقتصادي
يدعي العلماء أن وعاء الأرز الحديدي منع الصين من الوصول إلى إمكاناتها الاقتصادية والوصول إلى الحد الأقصى من الإنتاجية، حيث إن ضمان التوظيف مدى الحياة ترك المديرين وأصحاب الشركات بحافز ضئيل أو معدوم للاستجابة لإشارات السوق. وبالمثل، فإن العمال الذين حصلوا على رواتب بغض النظر عن مقدار ما ينتجون، لم يكن لديهم أي حافز ليكونوا أكثر كفاءة وينتجوا المزيد من الإنتاج. ومع ذلك، ليس هذا هو السبب الوحيد وراء تخلف الصين اقتصاديًا. افتقرت مؤسسات الدولة إلى التقنيات الجديدة التي كانت مستخدمة بالفعل في البلدان الأخرى، بسبب ارتفاع تكاليف توفير الخدمات العامة المطلوبة ودعم الأجور التي وعدت بها الدولة. أدى هذا في النهاية إلى انخفاض مستويات الإنتاجية ونمو اقتصادي ضئيل. ومع ذلك، فإن الحكومة، التي اعتمدت على وعاء الأرز الحديدي لتحقيق الاستقرار الاجتماعي من أجل الحفاظ على السيطرة المركزية، كانت مترددة في تحطيم وعاء الأرز الحديدي من أجل تحقيق النمو الاقتصادي.
خلال فترة الإصلاح الاقتصادي في الصين في عام 1978، مع قيود الميزانية الناعمة ومتطلبات تنفيذ هدف الحكومة المتمثل في التوظيف الكامل، كان لدى قطاع الشركات المملوكة للدولة عمالة زائدة عن الحاجة وكانت العديد من الشركات المملوكة للدولة تعمل بخسارة. في عامي 1995 و1996، أبلغ حوالي 50٪ من الشركات المملوكة للدولة (معظمها صغيرة أو متوسطة الحجم) عن خسائر. أدت الأزمة المالية الآسيوية في عام 1997 إلى تفاقم الوضع. اضطرت الحكومة الصينية إلى اتخاذ إجراءات لتحسين كفاءة الشركات المملوكة للدولة ووقف الخسائر.

## النساء ووعاء الأرز الحديدي
في حين أن قانون الزواج الجديد كان أول وثيقة قانونية في ظل الحزب الشيوعي كان من المفترض أن تضمن حقوق المرأة، كانت المرأة لا تزال غير محمية إلى حد كبير بموجب قانون الزواج الجديد. لم يساعد إنشاء الاتحاد النسائي الديمقراطي الصيني في تحسين وضع المرأة بشكل كبير. من أجل تحقيق المساواة بين الجنسين، تحتاج المرأة إلى الانضمام إلى القوى العاملة كما يفعل الرجل. ومع ذلك، لم يحاول أي من الحزب الشيوعي الصيني ولا اتحاد النساء خلق فرص عمل لمعظم النساء لأن الاقتصاد الصيني لم ينمو بعد بما يكفي ليكون قادرًا على إشراك الكثير من النساء في القوى العاملة. نتيجة لذلك، حتى بعد عام 1949، لم تنضم معظم النساء الصينيات في المناطق الريفية إلى القوى العاملة: بقيت حياة معظم النساء كما هي. حيث ظلوا في المنزل كرعاة. تم منح النساء المتعلمات فقط فرص عمل بدوام جزئي.
على الرغم من أن مبادرة القفزة العظيمة إلى الأمام لم تحقق جميع اهدافها، إلا أن فرص عمل المرأة كانت تتحسن خلال تلك الفترة. من أجل تحقيق الإنتاج الضخم، كان من الضروري وجود قوة عاملة أكبر. لذلك، تم حشد الرجال للعمل في التعدين أو الري أو غيرها من المشاريع الصناعية بينما ترك العمل الزراعي، الذي كان يهتم به الرجال تقليديًا. من أجل الحفاظ على العمل الزراعي، تم حشد النساء للقيام بالأعمال الزراعية. لأن كلا من الرجال والنساء كانوا يعملون في الخارج، أسس الحزب الشيوعي الصيني قاعات طعام لتوفير الطعام لجميع العمال ورعاية الأطفال الجماعية. تم تحرير النساء إلى حد ما من العمل المنزلي لأن الحزب الشيوعي الصيني احتاج إلى عملهن لتسريع الإنتاج.

## تايوان وهونغ كونغ
يعتبر موقع وعاء الأرز الحديدي كميزة رئيسية للحكومة داخل جمهورية الصين الشعبية فريدًا نسبيًا في المنطقة. لم يكن وعاء الأرز الحديدي منتشرًا في تايوان كما كان في الصين. يوجد في تايوان عدد أقل من الشركات المملوكة للدولة، وعدد أكبر من الشركات المملوكة للأجانب، وبالتالي تفتقر إلى البنية التحتية لنظام رعاية الدولة مثل النظام الذي حافظت عليه الصين. وفي هذا الصدد، لم تشهد تايوان أيضًا الاضطرابات من جانب العمال الذين فقدوا أمنهم الوظيفي ومزاياهم، حيث نجوا إلى حد كبير من الآثار المزعزعة للاستقرار الناجمة عن التحديث السريع.
كانت هونغ كونغ تاريخياً مركزاً للاستثمار الأجنبي وموطناً لعدد أقل من الشركات المملوكة للدولة. أدت إصلاحات السوق في المنطقة ووضعها كمنطقة اقتصادية خاصة إلى تخفيف وجود وعاء الأرز الحديدي، حيث كانت هونغ كونغ أكثر تعرضًا لضغوط السوق، لا سيما ضغوط السوق الدولية. في الآونة الأخيرة، كان يُنظر إلى التوظيف الحكومي في هونغ كونغ على أنه أقل استحسانًا بسبب بيئة العمل السيئة ومتطلبات العمل المنخفضة. كان هناك أيضًا عداء متزايد تجاه إدارة دولة الرفاهية في هونغ كونغ.
يتناقض المفهوم الشائع لأمن الوظائف الحكومية مع التصور السائد في أجزاء أخرى من الصين، حيث لا يزال الطلاب الصغار يرون البيروقراطية على أنها فرصة واعدة للتوظيف والتنقل إلى أعلى في سلم الوظيفة.

## استخدامات أخرى
في العالم الغربي، المصطلح له استخدام مماثل. تم الترويج له من قبل ريتشارد ليندزن في إشارة إلى العلماء والمختبرات التي تمولها الحكومة والتي تستخدم نتائج أبحاثهم لتبرير استمرار التمويل الحكومي. تتمثل أطروحة ليندزن في أن الارتباط الجوهري بين الإبلاغ والتمويل يوفر حوافز للإبلاغ عن نتائج البحث بطريقة تضمن استمرار التمويل. غالبًا ما يشير المصطلح ذي الصلة وعاء الأرز إلى مشروع عسكري تتم حمايته لصالح إدارة معينة وليس لتلبية احتياجات أوسع.
يستخدم المصطلح أيضًا إلى حد ما في سنغافورة، وهي مستعمرة بريطانية سابقة حيث غالبية مواطنيها من أصل صيني. كما أنها تستخدم في كوريا لوصف المسؤولين، ليس فقط بسبب استقرار وظائفهم، ولكن أيضًا بسبب دخلهم المستقر. تشير هذه العبارة إلى استقرار وظائف موظفي الخدمة المدنية لدرجة أنهم سيكونون دائمًا قادرين على كسب ما يكفي من المال لوضع الطعام على الطاولة على الأقل. في الوقت نفسه، يجب على موظفي الخدمة المدنية القيام بعملهم ليعيشوا كما أن الأرز هو العنصر الأساسي في العديد من النظم الغذائية السنغافورية.

## روابط خارجية
- عودة وعاء الأرز الحديدي في الصين بقلم فينكاتيسان فيمبو، ديلي نيوز أند أناليسيز، 27 نوفمبر / تشرين الثاني 2007.